# 구산로 (창원시)
구산로(Gusan-ro)는 경상남도 창원시 마산합포구 현동 덕동삼거리에서 창원시 마산합포구 구산면 신촌삼거리 를 잇는 경상남도의 도로이다. 

## 주요 경유지
경상남도
- 창원시 마산합포구 (현동 . 구산면)

## 노선
| 이름        | 접속 노선                 | 소재지 | 소재지     | 소재지 | 비고                  |
| ----------- | ------------------------- | ------ | ---------- | ------ | --------------------- |
| 신촌삼거리  | 해양관광로                | 창원시 | 마산합포구 | 구산면 | 지방도 제1002호선구간 |
| 내포 교차로 | 국도 제5호선 (구산중앙로) | 창원시 | 마산합포구 | 구산면 | 지방도 제1002호선구간 |
| 옥계삼거리  | 옥계로                    | 창원시 | 마산합포구 | 구산면 | 지방도 제1002호선구간 |
| 안녕삼거리  | 안녕로                    | 창원시 | 마산합포구 | 구산면 | 지방도 제1002호선구간 |
| 수정삼거리  | 석곡로                    | 창원시 | 마산합포구 | 구산면 | 지방도 제1002호선구간 |
| 바람재      |                           | 창원시 | 마산합포구 | 구산면 |                       |
| 유산삼거리  | 유삼군령로                | 창원시 | 마산합포구 | 구산면 |                       |
| 유산교      |                           | 창원시 | 마산합포구 | 구산면 |                       |
|             | 현동                      | 창원시 | 마산합포구 |        |                       |
| 덕동삼거리  | 가포로                    | 창원시 | 마산합포구 |        |                       |

## 주요 건물 및 시설
- 마산구산우편취급국 (구산로 509/수정리 513-6)
- 세븐일레븐 마산구산수정점 (구산로 513/수정리 511-3)
- CU 마산구산수정점 (구산로 534/수정리 528-8)
- 구산면 행정복지센터 (구산로 554/수정리 654-3)
- 농협 구산농협 수정지점 (구산로 555/수정리 651-3)
- 구산파출소 (구산로 562/수정리 649-2)
- S-OIL 유산주유소 (구산로 784/유산리 82-6)
- 이마트24 마산구산점 (구산로 797/유산리 92-7)